# Các Tiểu vương quốc Ả Rập Thống nhất tại Thế vận hội
Các Tiểu vương quốc Ả Rập Thống nhất đã tham gia tám kỳ Thế vận hội Mùa hè và chưa từng dự Thế vận hội Mùa đông. Nước này giành được tấm huy chương Olympic đầu tiên tại Thế vận hội Mùa hè 2004 ở Hy Lạp.
Ủy ban Olympic Quốc gia Các Tiểu vương quốc Ả Rập Thống nhất được thành lập năm 1979 và được Ủy ban Olympic Quốc tế công nhận năm 1980.

## Bảng huy chương

### Theo kỳ Thế vận hội
| Thế vận hội         | Vàng | Bạc | Đồng | Tổng số |
| ------------------- | ---- | --- | ---- | ------- |
| Athens 2004         | 1    | 0   | 0    | 1       |
| Rio de Janeiro 2016 | 0    | 0   | 1    | 1       |
| Los Angeles 1984    | 0    | 0   | 0    | 0       |
| Atlanta 1996        | 0    | 0   | 0    | 0       |
| Seoul 1988          | 0    | 0   | 0    | 0       |
| Bắc Kinh 2008       | 0    | 0   | 0    | 0       |
| Barcelona 1992      | 0    | 0   | 0    | 0       |
| Luân Đôn 2012       | 0    | 0   | 0    | 0       |
| Sydney 2000         | 0    | 0   | 0    | 0       |
| Tổng số (9 đơn vị)  | 1    | 0   | 1    | 2       |

### Theo môn thi đấu
| Môn thi đấu        | Vàng | Bạc | Đồng | Tổng số |
| ------------------ | ---- | --- | ---- | ------- |
| Bắn súng           | 1    | 0   | 0    | 1       |
| Judo               | 0    | 0   | 1    | 1       |
| Tổng số (2 đơn vị) | 1    | 0   | 1    | 2       |

## Các vận động viên giành huy chương
| Huy chương | Tên              | Thế vận hội         | Sport    | Event                 |
| ---------- | ---------------- | ------------------- | -------- | --------------------- |
| Vàng       | Ahmed Al Maktoum | Athens 2004         | Bắn súng | Bắn đĩa bay đôi (nam) |
| Đồng       | Sergiu Toma      | Rio de Janeiro 2016 | Judo     | Hạng cân 81 kg nam    |